# Lamalou-les-Bains
Lamalou-les-Bains este o comună în departamentul Hérault din sudul Franței. În 2009 avea o populație de 2.328 de locuitori.

## Evoluția populației
| An        | 1975  | 1982  | 1990  | 1999  | 2006  | 2009  |
| --------- | ----- | ----- | ----- | ----- | ----- | ----- |
| Populație | 2.067 | 2.202 | 2.194 | 2.156 | 2.247 | 2.328 |